# The Chelsea Detective
The Chelsea Detective est une série télévisée policière britannique créée par Peter Fincham et diffusée depuis le 7 février 2022 sur Acorn TV.
Elle est inédite dans tous les pays francophones.

## Synopsis
Inspecteur de police à Chelsea, un quartier de l'ouest de Londres, Max Arnold affiche un mode de vie surprenant sur une vieille péniche qui contraste fortement avec l'élite qu'il est amené à côtoyer pour le besoin des affaires criminelles qu'il résout avec sa partenaire, Priya Shamsie.

## Distribution

### Acteurs principaux
- Adrian Scarborough : Inspecteur principal Max Arnold
- Sonita Henry : Sergent Priya Shamsie
- Peter Bankolé (en) : Agent de police Connor Pollock
- Lucy Phelps : Agent de police Jess Lombard
- Aiylah Bhimani : Poppy Shamsie
- Davood Ghadami (en) : Nitin Shamsie
- Sophie Stone (en) : Ashley Wilton

## Épisodes

### Première saison (2022)
1. The Wages of Sin
2. Mrs Romano
3. The Gentle Giant
4. A Chelsea Education

### Deuxième saison (2023)
1. The Blue Room
2. Golden Years
3. The Reliable Witness
4. A Crime of Passion

### Troisième saison (2024)
Elle est prévue pour 2024.